# Nêne (film)
Pour les articles homonymes, voir Nêne (homonymie).
Pour plus de détails, voir Fiche technique et Distribution.
Nêne est un film français réalisé par Jacques de Baroncelli et sorti en 1924.

## Fiche technique
- Titre : Nêne
- Réalisation : Jacques de Baroncelli, Assisté d'Henri Chomette
- Scénario : Jacques de Baroncelli, d'après le roman (prix Goncourt 1920) d'Ernest Pérochon
- Photographie : Louis Chaix
- Production: Société des films Baroncelli
- Pays d'origine :  France
- Format : Noir et blanc - Muet
- Date de sortie : 4 avril 1924

## Distribution
- Edmond Van Daële : Michel Corbier, le fermier des Moulinettes
- Sandra Milowanoff : Madeleine Clarandeau dite Nêne, la servante de Corbier
- Gaston Modot : Jean Clarandeau dit "Cuirassier", le frère de Nêne
- François Viguier : Boisseriot, le valet de ferme de Corbier
- France Dhélia : Violette, la nièce de Boisseriot et rivale de Nêne
- Lélé Delaroche : Lalie, la petite fille de Corbier (8 ans)
- Jean Provost : Georges, le petit garçon de Corbier (5 ans)
- Abel Sovet
- Noémie Scize
- Jacques Christiany